# Itzig
Itzig (en luxemburguès: Izeg) és una vila de la comuna de Hesperange del districte de Luxemburg al cantó de Luxemburg. Està a uns 4,4 km de distància de la Ciutat de Luxemburg.